# Associazione Figli della Shoah
(Elie Wiesel - Boston 1998 - in occasione della costituzione dell'Associazione Figli della Shoah)
L'Associazione Figli della Shoah è un'organizzazione non lucrativa di utilità sociale fondata nel 1998. È costituita da ebrei sopravvissuti alla deportazione, familiari e simpatizzanti che si impegnano nella sensibilizzazione dell'opinione pubblica in merito alla memoria della Shoah tramite iniziative quali seminari, dibattiti, mostre, incontri con i testimoni della Shoah e visite guidate presso il Memoriale della Shoah di Milano. 

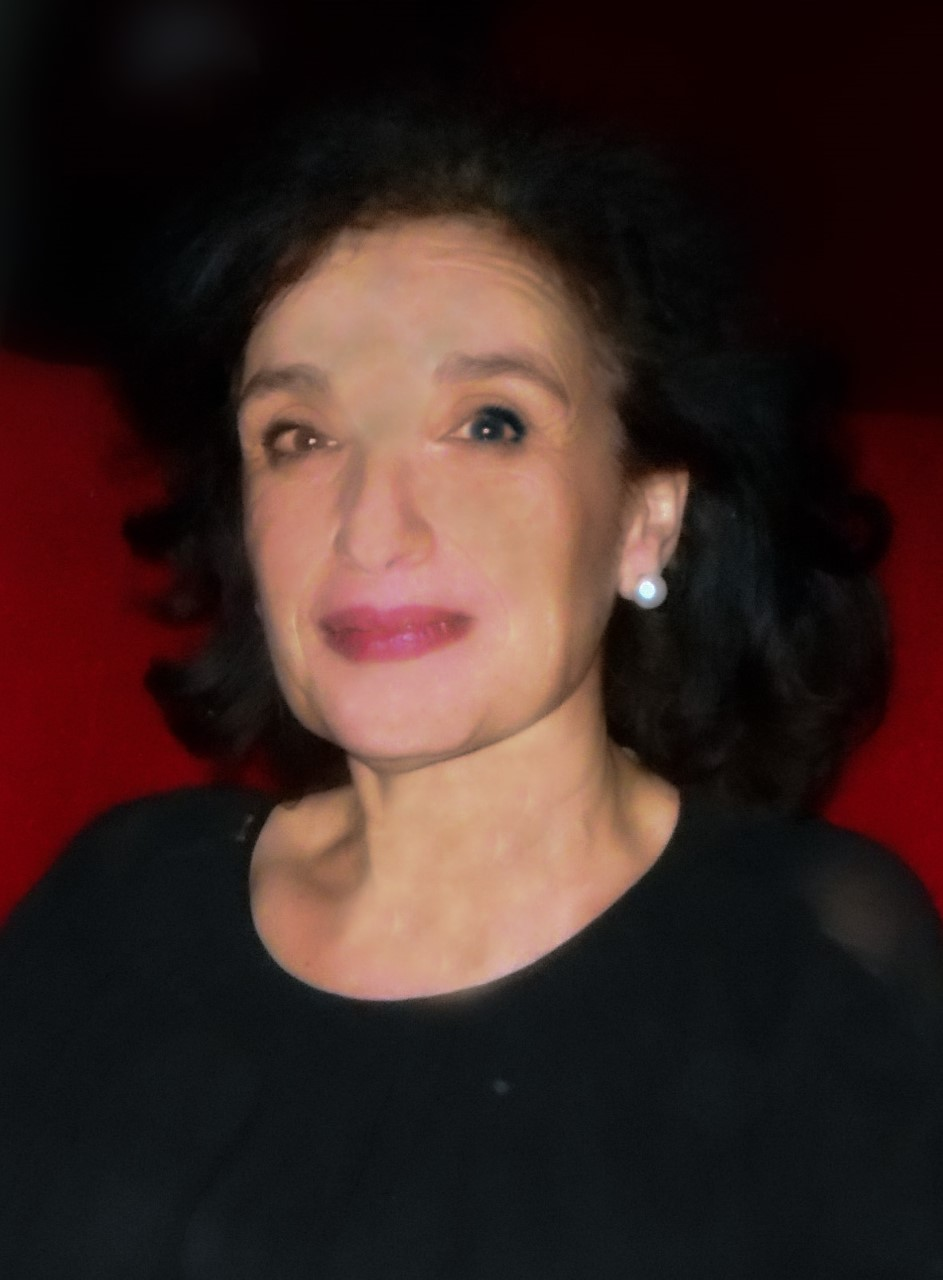
Daniela Dana Tedeschi, presidente dell'Associazione Figli della Shoah alla ricorrenza del Yom HaShoah del 17 aprile 2023

L'associazione ha contribuito fin dalla sua fondazione alla campagna per l'approvazione della Legge che ha visto l'istituzione del Giorno della Memoria ogni 27 gennaio a partire dal 2001. È anche tra gli enti fondatori del Comitato milanese delle Pietre d'Inciampo, che ha posato le prime pietre con i nomi dei deportati politici ed ebrei il 27 gennaio 2017.
Nel 2002 l'associazione è tra i fondatori della Fondazione Memoriale della Shoah insieme al Centro di Documentazione Ebraica Contemporanea, alla Comunità Ebraica di Milano, all'Unione delle Comunità Ebraiche Italiane e alla Comunità di Sant'Egidio.
Dal 2015, dopo le dimissioni di Marco Szulc, la senatrice Liliana Segre ha ricoperto la carica di presidente dell'associazione fino ad agosto 2020. A settembre 2020 il consiglio è stato rinnovato con Daniela Dana Tedeschi come presidente e Marina Scarpa Campos, responsabile anche della Sezione di Venezia, e Susy Barki Matalon come vicepresidenti. Liliana Segre ricopre da settembre 2020 la carica di Presidente Onorario dell'associazione. 
Il 7 dicembre 2011 l'associazione è stata insignita dell'attestato di civica benemerenza nell'ambito dell'Ambrogino d'Oro; nel marzo 2014 ha ricevuto il Premio Isimbardi della provincia di Milano e nel 2016 è stata insignita della Medaglia di Rappresentanza del Presidente della Repubblica Italiana.